# تقويض المباني

تقويض أبراج التبريد في محطة أنثلون للطاقة في أغسطس 2010.

تقويض المباني (بالإنجليزية: Building implosion)‏ يرمز إلى التوزيع الإستراتيجي للمتفجرات وتوقيت اشعالها بحيث ينهار المبنى في ظرف ثوان، دون الحاجة إلى هدمه حجرا حجرا ما قد يستغرق شهورا أو سنينا، وتقليص أثر انهياره على المنشئات المجاورة. ولا يقتصر ذلك على المباني وحيب بل يمتد إلى غيرها ليشمل الأبراج والأنفاق والجسور والمصطليات وغيرها من المنشئات.
في صناعة الهدم المتحكم به، يعد تقويض المباني الوضع الاستراتيجي للمواد المتفجرة وتوقيت تفجيرها بحيث ينهار الهيكل على نفسه في غضون ثوان، ما يقلل من الضرر المادي للمناطق المحيطة به مباشرةً. على الرغم من مصطلحاته، يتضمن تقويض المبنى أيضًا الهدم المتحكم به للهياكل الأخرى، مثل الجسور، والمداخن، والأبراج، والأنفاق.
يحدث تقويض المباني، الذي يقلل عملية تستغرق شهورًا أو سنوات بطرائق أخرى إلى ثوانٍ، عادةً في المناطق الحضرية، وغالبًا ما يستخدم للبنى الكبيرة.
الاستخدام الفعلي لمصطلح «التقويض» للإشارة إلى تدمير مبنى ما هو اسم مغلوط. صرح به عند تدمير برج 1515 في ويست بالم بيتش، فلوريدا. «ما يحدث هو استخدام المواد المتفجرة في الروابط الهيكلية الحرجة للسماح للجاذبية الأرضية بإسقاطها».

## لمحة تاريخية
كجزء من صناعة الهدم، يرتبط تاريخ تقويض المباني بتطوير تكنولوجيا المتفجرات.
من بين أقدم المحاولات الموثقة لتقويض المباني هي تدمير كاتدرائية الثالوث المقدس في وترفورد، أيرلندا عام 1773 مع 150 رطلًا (68.04 كيلو غرامًا، 10.71 ستونًا) من البارود، وهي كمية هائلة من المتفجرات في ذلك الوقت. أنتج استخدام المتفجرات منخفضة السرعة انفجارًا يصم الآذان، أدى على الفور إلى تحويل المبنى إلى أنقاض. 
شهد أواخر القرن التاسع عشر تشييد أولى ناطحات السحاب، والتي كانت هياكلها أكثر تعقيدًا، ما سمح بارتفاعات أكبر، وفي النهاية احتاجوا إلى هدمها. أدى ذلك إلى اعتبارات أخرى في هدم المتفجرات للمباني، مثل سلامة العاملين والمشاهدين، والحد من الأضرار الجانبية. بالاستفادة من توفر الديناميت، وهو متفجر عالي السرعة يعتمد على شكل مستقر من النيتروغليسرين، والاستعارة من التقنيات المستخدمة في التفجير الصخري، مثل التفجير المتدرج لعدة شحنات صغيرة، اتجه هدم المباني نحو تقويض فعال للمباني.
بعد الحرب العالمية الثانية، جمع خبراء الهدم الأوروبيون، الذين واجهوا مشاريع إعادة إعمار ضخمة في المناطق الحضرية الكثيفة، المعرفة والخبرة العملية لإسقاط الهياكل الكبيرة دون الإضرار بالممتلكات المجاورة. أدى ذلك إلى ظهور صناعة هدم نمت ونضجت خلال النصف الأخير من القرن العشرين. وفي الوقت ذاته، جرى الجمع بين تطوير متفجرات ذات سرعة عالية أكثر كفاءة، مثل آر دي إكس، ونظم إطلاق غير كهربائية، لجعل هذه الفترة فترة زمنية استخدِمت فيها تقنية تقويض المبنى بشكل مكثف.
في الوقت نفسه، تزايد الاهتمام العام بمشهد تفجير المباني المتحكم به. جذب هدم مركز سيرز للبضائع في فيلادلفيا، بنسلفانيا في أكتوبر 1994، حشدًا هائلًا مكونًا من 50,000 شخص، بالإضافة إلى المتظاهرين، والفرق، والباعة الجوالين الذين باعوا تذكارات لتقويض المبنى. أدى التطور في إتقان الهدم المتحكم به إلى تحطيم الرقم القياسي العالمي لكينغدوم في سياتل في 26 مارس 2000.
في عام 1997 شهد انفجار مستشفى رويال كانبيرا في كانبيرا، أستراليا كارثة. لم يتحطم المبنى الرئيس بالكامل ووجب تدميره يدويًا. والأسوأ من ذلك أن الانفجار لم يحتوَ في الموقع، وتطايرت قطع كبيرة من الحطام باتجاه المتفرجين على بعد 500 متر (546.81 ياردة)، في موقع يعتبر آمنًا للمشاهدة. لقيت فتاة تبلغ من العمر اثني عشر عامًا مصرعها على الفور وجرح تسعة آخرون. عُثر على شظايا كبيرة من البناء والمعادن على بعد 650 م (710.85 ياردة) من موقع الهدم.
في 24 أكتوبر 1998 أصبح متجر جاي. إل. هادسون وملحقه أطول وأكبر مبنى ينهار على الإطلاق.
في 13 ديسمبر 2009 انهار برج سكني غير مكتمل مكون من 31 طابقًا، معروف باسم برج المحيط، في جزيرة ساوث بادري، تكساس. بدأ بناء البرج الجديد في عام 2006، لكنه غرق بشكل غير متساوٍ أثناء البناء، وأوقِف البناء عام 2008، ولم يكن ممكنًا إنقاذه. يُعتقد أنه أحد أطول المباني الخرسانية المسلحة التي انهارت على الإطلاق.
استخدِم تقويض المباني بنجاح في مواقع وزارة الطاقة مثل موقع نهر سافانا في ولاية كارولينا الجنوبية وموقع هانفورد في واشنطن. لم يعد برج التبريد في موقع نهر سافانا في المنطقة 185-3 كي أو كي، الذي بني في عام 1992 لتبريد المياه من المفاعل كي، مطلوبًا بعد انتهاء الحرب الباردة وهدِم بأمان عن طريق الهدم المتفجر في 25 مايو 2010.

دُمرت مباني موقع هانفورد 337، و337 بي، و309 إكزوست ستاك، التي بينت في أوائل السبعينيات وأخليت في منتصف العقد الأول من القرن الحادي والعشرين بسبب تدهور حالة المباني المادية، بأمان عن طريق الهدم المتفجر في 9 أكتوبر 2010.

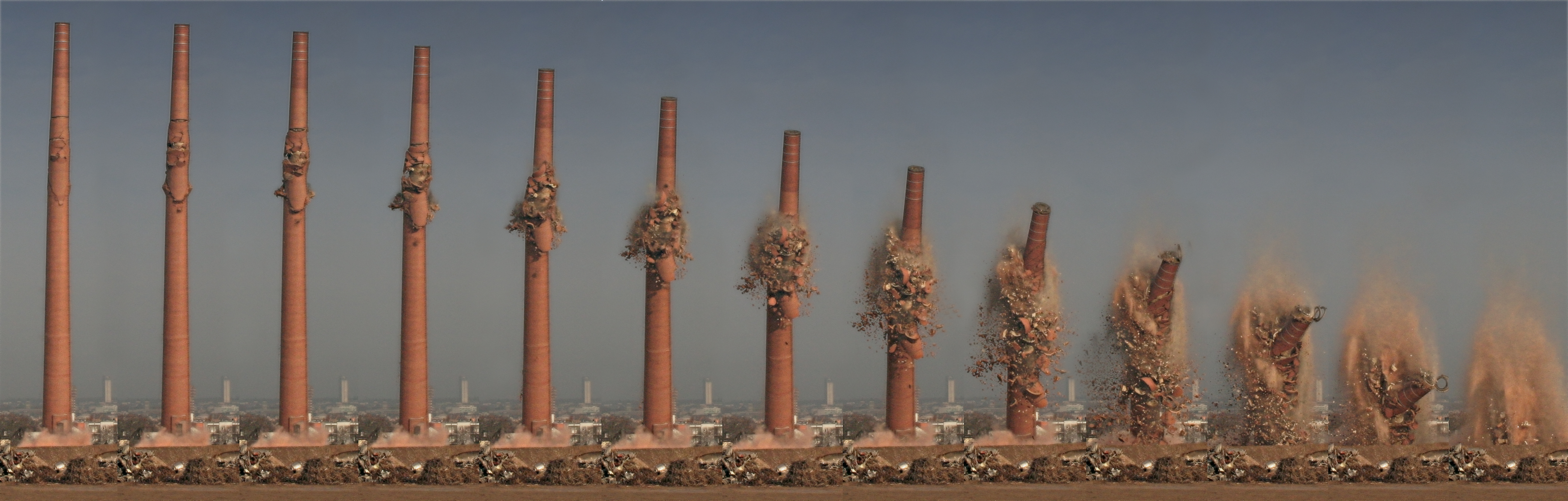
تسلسل تقويض مصطلى في ألمانيا 2006.